# Křesťanský rock (Městečko South Park)
Křesťanský rock (v anglickém originále Christian Rock Hard) je devátý díl amerického animovaného televizního seriálu Městečko South Park.

## Děj
Stan, Kyle a Kenny vyhodí ze své kapely, kterou zakládají, Cartmana. Ten se proto později rozhodne, že si založí svou vlastní kapelu, do které přizve Butterse a Tokena. Začne přepisovat texty známých písní do křesťanských podob. Stan, Kyle a Kenny jsou mezitím zatčeni za nelegální stahování hudby z internetu.